# Join, or Die
Join, or Die (S'unir ou périr) est une célèbre caricature politique créée par Benjamin Franklin et publiée pour la première fois dans la Pennsylvania Gazette le 9 mai 1754. 
La publication originale dans la gazette est la plus ancienne représentation picturale de l'union coloniale faite par un colon britannique en Amérique. C'est une gravure sur bois montrant un serpent divisé en huit, avec sous chaque segment, les initiales d'une colonie américaine ou région. La Nouvelle-Angleterre (N.E., pour New England) est représentée en un seul segment, au lieu des quatre colonies qui la composaient à l'époque. En outre, le Delaware et la Géorgie ont été complètement omis. Il y avait ainsi 8 segments au lieu des Treize colonies habituelles.
La caricature apparait au côté d'un éditorial de Benjamin Franklin à propos de « l'état de désunion » des colonies, et a participé à la prise de conscience de l'importance de l'unité coloniale.
Alors que la révolution américaine approche, le serpent commence à représenter plus qu'un symbole des colonies. En 1774, Paul Revere l'ajoute au titre de son journal Massachusetts Spy, le serpent combattant le dragon anglais. Le serpent figure ainsi sur le pavillon américain (en), ainsi que sur le drapeau libertarien, le Gadsden flag.

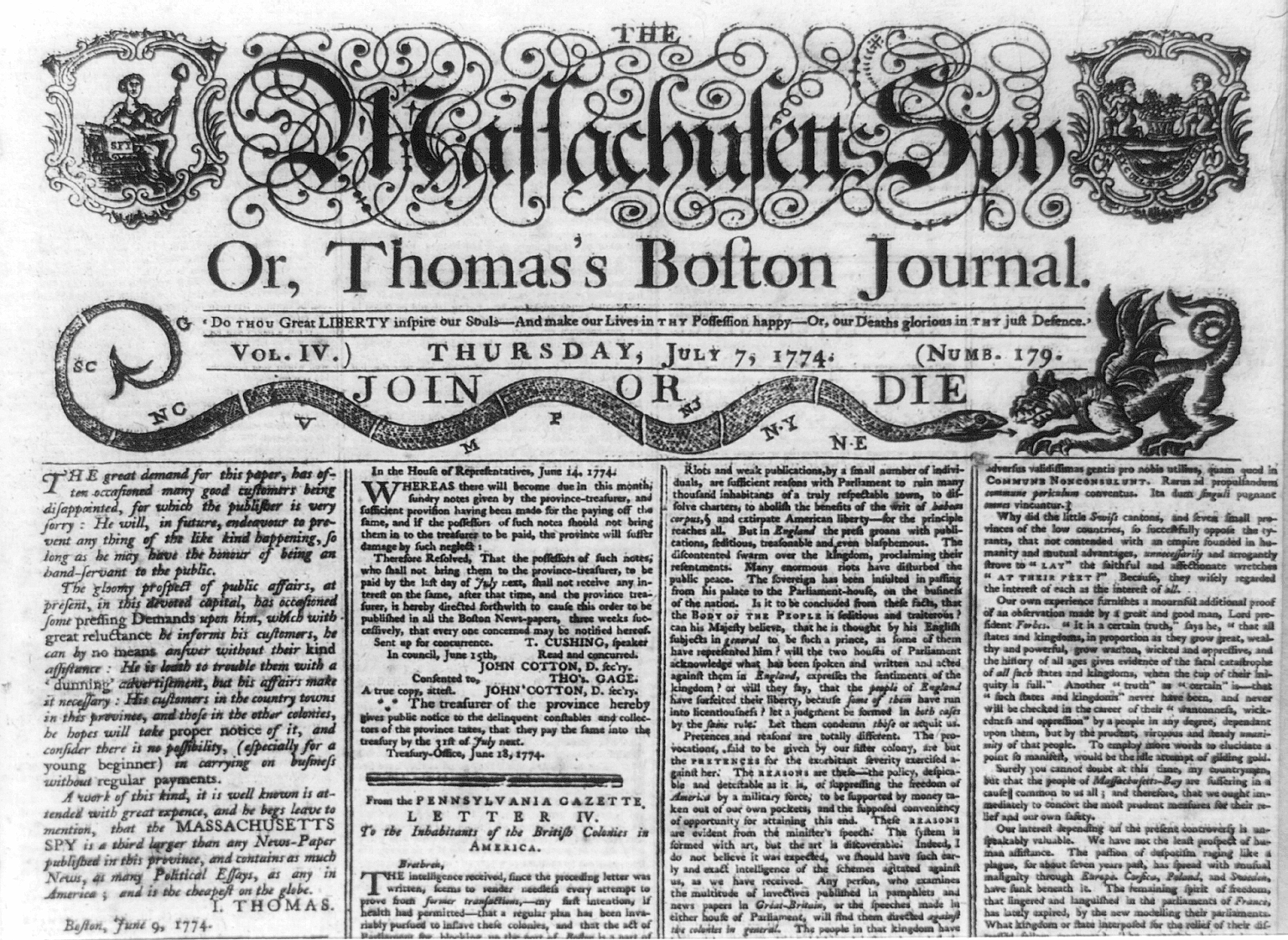
Le Massachusetts Spy du 7 juillet 1774.
Pavillon de l'US Navy, le First Navy Jack (en).